# Swaption
Un swaption es un tipo de derivado financiero. Consiste en una opción cuyo subyacente es un swap, normalmente un interest rate swap (IRS). Es decir, ofrece la posibilidad de entrar en una permuta de tipo de interés.
Hay dos tipos de swaption:
- Un swaption pagador (payer) da el derecho (pero no la obligación) al comprador de la opción, de entrar en un swap donde se paga un tipo de interés fijo y se recibe un tipo de interés variable. El vendedor de la opción tiene la obligación de entrar en el swap si el comprador decide ejecutar su derecho.
- Un swaption receptor (receiver) da el derecho (pero no la obligación) de entrar en un swap donde se paga un tipo de interés variable y se recibe un tipo de interés fijo. El vendedor de la opción tiene la obligación de entrar en el swap si el comprador decide ejecutar su derecho.

Comprador y vendedor deben acordar unos parámetros:
- El precio (premium) del swaption.
- El strike (que es el precio del IRS o swap en el que se entrará).
- Fecha de inicio y vencimiento de la opción y tipo de opción (europea o americana).
- La duración del IRS subyacente.
- El nocional.
- La amortización del nocional (si es que existe).
- Frecuencia de los pagos del IRS, tanto de la parte fija como de la parte variable.